# Estación Zōshigaya
La estación Zoshigaya (雑司が谷駅 Zōshigaya-eki?) de la Línea Fukutoshin, es operada por Tokyo Metro, y está identificada como F-10. Se encuentra ubicada en el barrio especial de Toshima, en la prefectura de Tokio, Japón. La estación abrió el 14 de junio de 2008, y permite hacer transbordo con la estación Kishibojinmae de la línea de tranvías Toden Arakawa.

## Sitios de interés
- Templo Kishimojin
- Ruta 305 de la prefectura de Tokio
- Ruta 8 de la prefectura de Tokio
- Conservatorio de música de Tokio
- Universidad Gakushūin
- Comisaría de Meijo, del Departamento de Policía Metropolitana de Tokio
- Oficina de correos de Zoshigaya
- Puente Chitose

## Imágenes

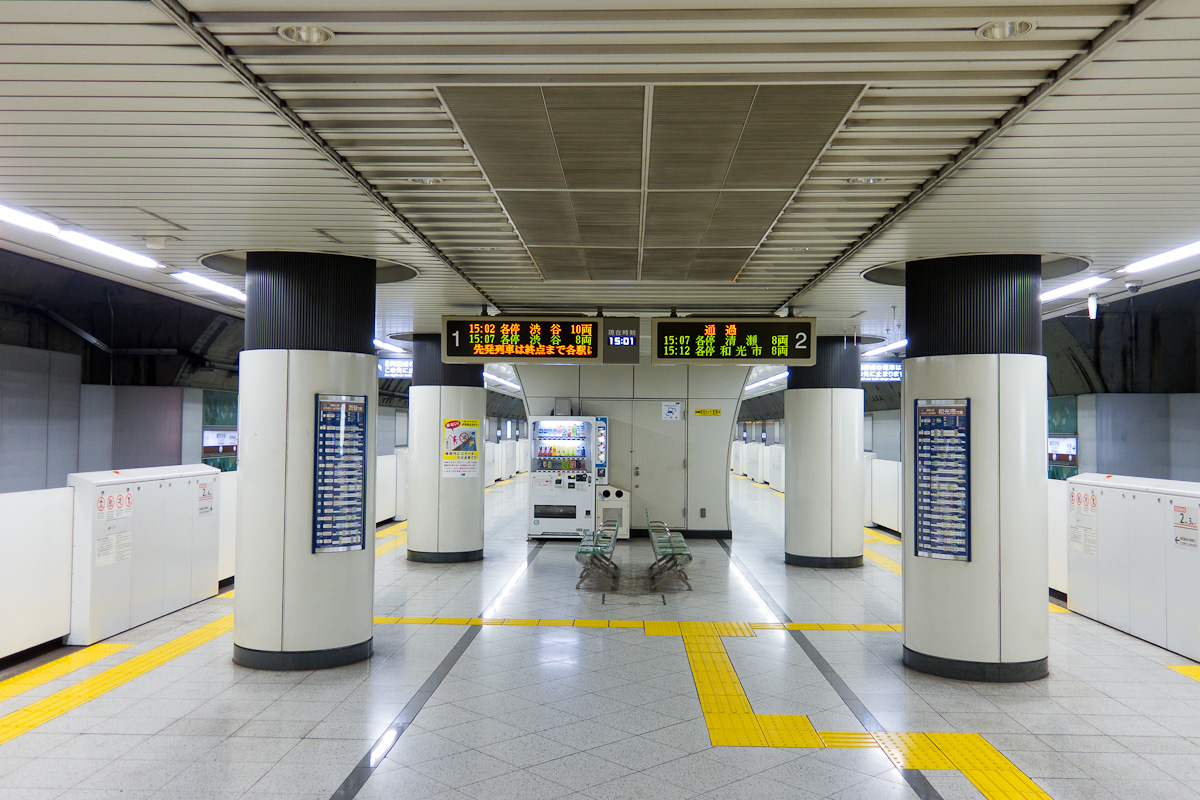
Andén de la estación
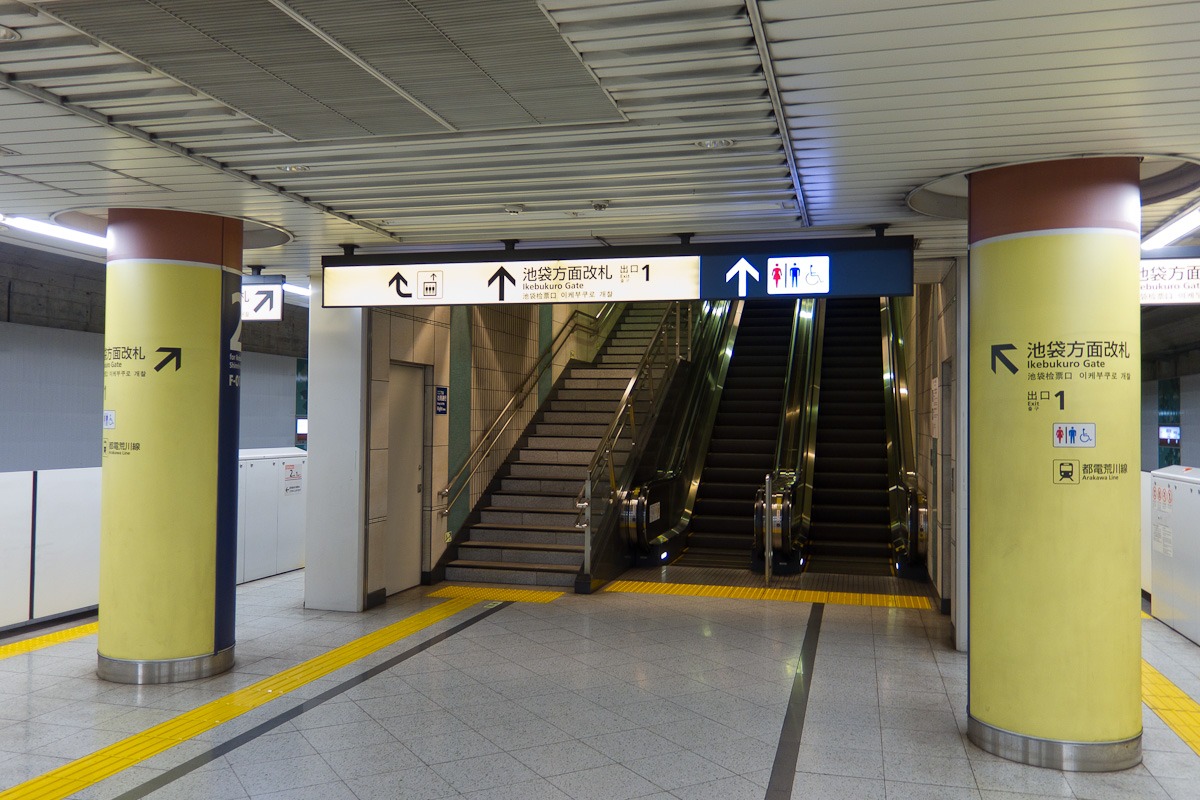
Acceso a la zona del andén
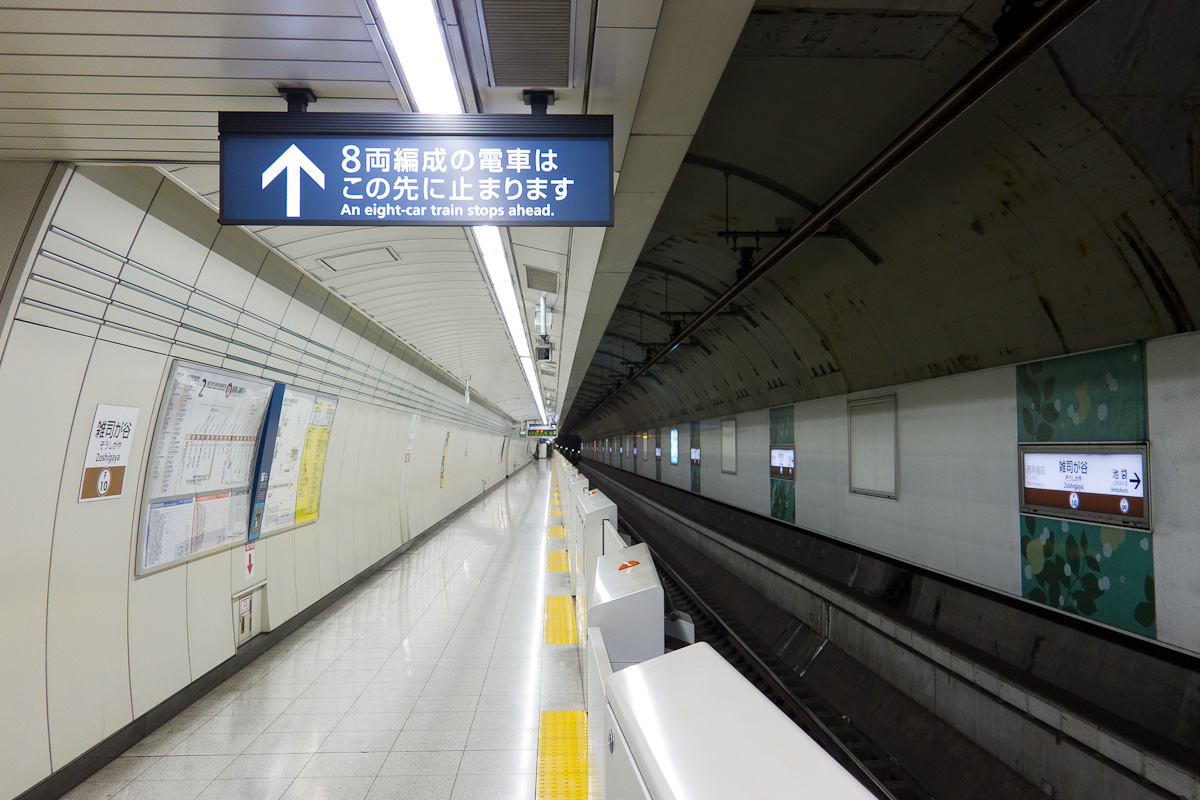
Vista del andén
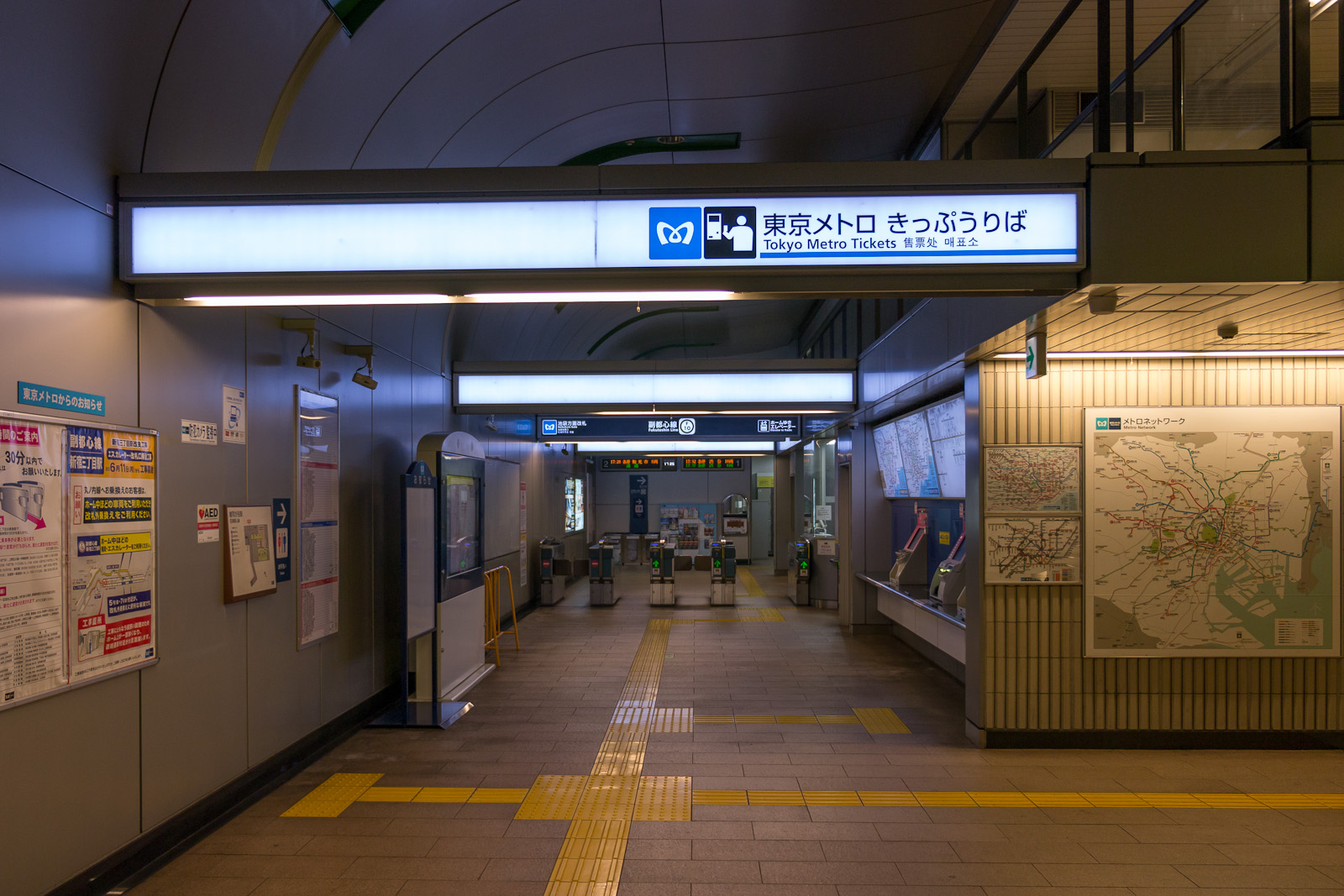
Vestíbulo de acceso